# Синхронне плавання на Чемпіонаті світу з водних видів спорту 2015 — змішаний дует, довільна програма
Змагання із синхронного плавання в довільній програмі змішаних дуетів на Чемпіонаті світу з водних видів спорту 2015 відбулись 28 і 30 липня.

## Результати
Попередній раунд розпочався 28 липня о 12:25. Фінал розпочався 30 липня о 19:15.
Зеленим позначено фіналістів
| Місце | Країна    | Swimmers                              | Попередній раунд | Попередній раунд | Фінал   | Фінал |
| Місце | Країна    | Swimmers                              | Очки             | Місце            | Очки    | Місце |
| ----- | --------- | ------------------------------------- | ---------------- | ---------------- | ------- | ----- |
| 1     | Росія     | Олександр Мальцев Дарина Валітова     | 89.3667          | 2                | 91.7333 | 1     |
| 2     | США       | Крістіна Лум Білл Мей                 | 90.5000          | 1                | 91.4667 | 2     |
| 3     | Італія    | Джорджо Мінісіні Маріанжела Перрупато | 87.9667          | 4                | 89.3333 | 3     |
| 4     | Франція   | Бенуа Бофійс Віржині Дідьє            | 88.5333          | 3                | 88.5333 | 4     |
| 5     | Іспанія   | Хемма Менгуаль Пау Рібес              | 86.9000          | 5                | 86.8000 | 5     |
| 6     | Україна   | Катерина Резник Антон Тимофєєв        | 85.5667          | 6                | 85.1333 | 6     |
| 7     | Японія    | Асусі Абе Юмі Адаті                   | 84.9667          | 7                | 84.9000 | 7     |
| 8     | Канада    | Стефані Леклер Рене Прево             | 82.3333          | 8                | 82.5333 | 8     |
| 9     | Туреччина | Гокче Акгюн Ягмур Деміркан            | 76.5333          | 9                | 76.3667 | 9     |
| 10    | Чехія     | Онджей Цибулка Сабіна Голубова        | 73.7000          | 10               | 71.5667 | 10    |